# Rio Kapuas
O rio Kapuas em Pontianak
O rio Kapuas (ou rio Kapoeas) é um longo rio no sul da ilha de Bornéu, na parte da ilha pertencente à Indonésia. Com 1143 km de comprimento, é o mais longo da Indonésia e um dos mais longos rios insulares do mundo. Nasce na cordilheira Müller no centro da ilha e corre até ao Mar da China Meridional criando um grande delta pantanoso. O delta está localizado a oeste-sudoeste de Pontianak, a capital da província de Kalimantan Ocidental.

## Geografia e hidrologia

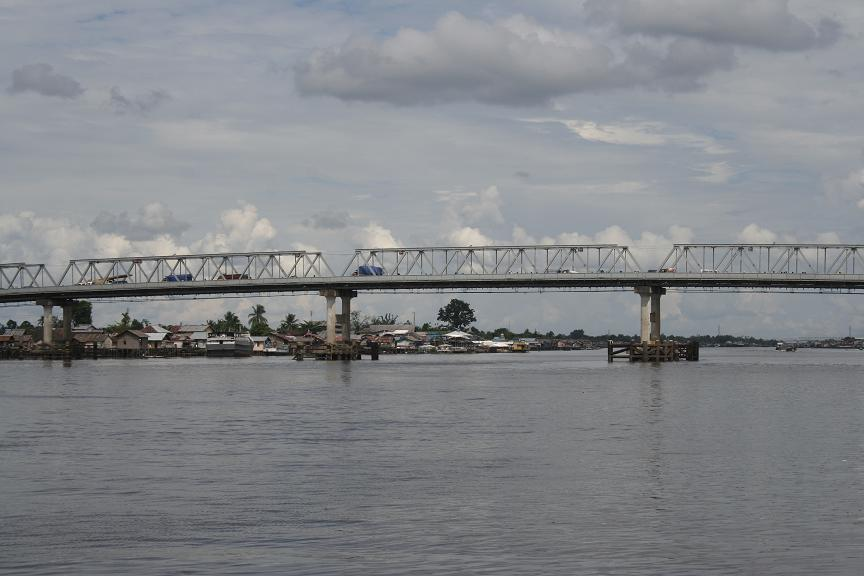
Ponte Kapuas vista durante a tarde, atravessando o Rio Kapuas em Pontianak, Kalimantan Ocidental, Indonésia. Foto de Netaholic13. Licença: CC BY-SA 3.0.

O rio Kapuas atinge uma largura de 700 m no seu delta e uma área drenada de 98749 km2, abrangendo a bacia hidrográfica mais de 67% da área da província de Kalimantan Ocidental. O caudal varia ao longo do ano, tendo uma média de 6000–7000 m3/s no delta e 2000 m3/s a montante, na confluência do rio Tawang. Os picos de caudal nas épocas de chuvas são em abril e novembro, durante os quais o nível da água pode subir de 10 a 12 metros numa noite, causando enchentes nas margens e áreas circundantes. O seu maior afluente é o rio Melawi.
O rio nasce no centro de Bornéu a sul da fronteira com a Malásia, na junção da vertente ocidental da cordilheira Müller e da vertente sul da cordilheira Kapuas Hulu (Kapuas Superior), localizada mais a oeste. Durante 165 km flui por terreno montanhoso e depois desce para uma planície pantanosa. Aí, a altitude desce apenas 50 metros em 900 km de percurso, de Putussibau até à foz do rio no seu delta. A cerca de 350 km da nascente, existem lagos ligados ao rio por vários canais. Estes lagos, conhecidos coletivamente como Lagos Kapuas, são o Bekuan (área de 1268 hectares), Belida (600 ha), Genali (2000 ha), Keleka Tangai (756 ha), Luar (5208 ha), Pengembung (1548 ha), Sambor (673 ha), Sekawi (672 ha), Sentarum (2324 ha), Sependan (604 ha), Seriang (1412 ha) Sumbai (800 ha), Sumpa (664) e Tekenang (1564 ha). Quando a precipitação excede 300 mm, o rio inunda as margens, divergindo as águas para lagos até uma taxa de 1000 m3/s, e formando um único volume de água. Esta inundação evita maiores enchentes a jusante e promove a migração de peixes do rio para lagos, para desova, embora afaste as aves.
Geologicamente, o Rio Kapuas atravessa uma extensa bacia sedimentar que se formou durante o período Cenozoico, caracterizada pela deposição de sedimentos aluviais, argilosos e arenosos. Essa bacia está associada à subsidência tectônica relacionada à complexa interação das placas tectônicas da região do Sudeste Asiático.
O rio Kapuas é navegável em grande parte do seu percurso (até 400 km da foz, junto a Sanggau) e um eixo fundamental nos transportes no oeste de Bornéu. É utilizado para escoar as madeiras cortadas no interior da ilha e permite aceder a numerosas povoações nas suas margens. Há dois parques nacionais nas margens do rio: o Betung Kerihun com área de 8000 km2 e o Danau Sentarum (área 1320 km2), sendo que este último inclui os lagos Kapuas.

## Flora e fauna
Nos seus trechos superior e médio, o rio percorre densa floresta tropical: a rica flora e fauna são alvo de investigação científica internacional. Descobertas de novas espécies sã habituais, tais como a cobra-camaleão (Enhydris gyii), descoberta em 2003–2005 por herpetólogos alemães e norte-americanos. Mais de 300 espécies de peixes habitam o rio, das quais 234 de alto valor económico. Abrangem 120 géneros e 40 famílias, com os maiores grupos entre os ciprinídeos e os siluriformes. Mais de 30% das espécies são marítimas e habitam no delta.